# Benney
Benney ist eine französische Gemeinde im Département Meurthe-et-Moselle in der Region Grand Est (bis 2015 Lothringen). Sie gehört zum Arrondissement Nancy und zum Kanton Meine au Saintois. Der Ort hat 642 Einwohner (Stand: 1. Januar 2022).

## Geografie
Benney liegt im Moseltal und wird durch den Canal des Vosges im Nordosten begrenzt. Umgeben wird Benney durch die Nachbargemeinden Flavigny-sur-Moselle im Nordwesten und Norden, Tonnoy im Nordosten, Crévéchamps im Osten, Saint-Remimont im Südosten und Süden, Ormes-et-Ville im Süden und Südwesten, Lemainville im Südwesten, Voinémont im Westen sowie Ceintrey im Westen und Nordwesten.
Durch die Gemeinde verläuft die Route nationale 57.

## Bevölkerungsentwicklung
| Jahr                       | 1962 | 1968 | 1975 | 1982 | 1990 | 1999 | 2006 | 2019 |
| Einwohner                  | 422  | 407  | 376  | 367  | 465  | 517  | 581  | 657  |
| Quellen: Cassini und INSEE |      |      |      |      |      |      |      |      |

## Sehenswürdigkeiten

Kirche Saint-Martin

- Kirche Saint-Martin